# Carlos Brás
Carlos Alberto Silva Brás (8 de setembro de 1968) é um deputado e político português. É deputado à Assembleia da República nas XIV e XV legislaturas pelo Partido Socialista. Foi eleito pelo circulo distrital do Porto. Pertence como efetivo à 4ª Comissão Parlamentar (Comissão de Assuntos Europeus e à 5ª Comissão Parlamentar (Comissão de Orçamento e Finanças e como suplente integra a 13ª Comisssão (Comissão de Administração Pública, Modernização Administrativa, Descentralização e Poder Local). É quadro da Autoridade Tributária